# استپانوفکا (میخایلوفسکی، شهرستان بیژبولیاکسکی، باشقیرستان)
استپانوفکا (انگلیسی: Stepanovka, Mikhaylovsky Selsoviet, Bizhbulyaksky District, Republic of Bashkortostan) یک شهرک در شهرستان بیژبولیاکسکی باشقیرستان کشور روسیه است.